# Lapugnoy
Lapugnoy település Franciaországban, Pas-de-Calais megyében. Lakosainak száma 3500 fő (2022. január 1.). Lapugnoy Chocques, Labeuvrière, Allouagne, Lozinghem, Marles-les-Mines és Bruay-la-Buissière községekkel határos.

## Népesség
A település népességének változása:
| Lakosok száma | 3425 | 3444 | 3478 | 3459 | 3467 | 3471 | 3525 | 3518 | 3500 |
|               | 2013 | 2015 | 2016 | 2017 | 2018 | 2019 | 2020 | 2021 | 2022 |